# Renard Keller
Renard (Reinhard) Keller (* Bremen; † vor 1686) war ein königlich dänischer Oberst und Chef des Leib-Infanterie-Regiments.

## Leben
Keller wurde am 13. Mai 1657 Fähnrich in dem Infanterie-Regiment Wanchensch in der Kompanie eines Hauptmann Bahn. Das Regiment war seiner Zeit in Glückstadt stationiert. Er wechselte 1662 als Kornett in die Reiter-Freikompanie des Generalmajors Schulze. Bereits am 14. April 1662 wurde er zum Seconde-Lieutenant (mit Bezahlung als Kornett) in der Leibkompanie von Ulrich Friedrich Gyldenlöwe. In den Jahren 1670 bis 1675 war er Major im Infanterie-Regiment Rosenkrantz, 1692 wurde er dabei von Fredericia nach Delmenhorst versetzt. 1675 bemüht er sich um eine Versetzung, blieb aber Major im Infanterie-Regiment in Delmenhorst. Aber 1676 kommt er als Oberstleutnant in das Infanterie-Regiment Baudissin.
Während des Nordischen Krieges bekommt er im Oktober 1676 den Auftrag die Carlsburg zu besetzen, die dort stationierten Lüneburger Soldaten verteidigen sich aber und so ziehen die Dänen wieder ab. Am 1. November 1676 lag er in Oldenburg in Quartier. Er wurde zum Oberst ernannt und führte das Infanterie-Regiment Baudissin nach Schonen wo von 1676 bis 1677 verbleib. Das Regiment wurde am 27. Juni 1677 aufgelöst. Aber Keller, Major Biges wurden mit zwei Hauptmanns-Kompanien in das Leibregiment zu Fuß eingeordnet.
Im Juli 1677 wurde Kellers Chef des Leibregiments. Ein Bataillon stand in Kopenhagen und eines in Landskrona.
Er nahm mit der Leibkompanie im September 1677 an einer Landung in Rügen teil. Im Oktober 1677 bat er um Urlaub, um seine Frau bei Prozessen in Bremen zu unterstützen oder seine Entlassung. Er erhielt seine Entlassung, musste aber noch den Winter auf Rügen verbringen. Dort wurde er Kommandant der Neufehr-Schanze. Als die Schweden am 8. Januar 1678 auf Rügen landeten, führte er die Reservetruppen. Die Dänen wurden geschlagen und Kellers rettete sich mit den Obersten Willis, Hülsen und Ussen in einem offenen Boot nach Wolgast. Am 25. Januar 1678 bat er erneut um Entlassung, die ihm nun zum 31. Januar 1678 gewährt wurde.

## Familie
Keller war mit Engel Kellers verheiratet. Sie war bereits am 6. November 1677 todkrank, wird aber am 19. Juli 1686 als Witwe beschrieben.